# Кунигунда фон Баден
Кунигунда (на немски: Kunigunde von Baden; * ок. 1265; † 22 юли 1310) е маркграфиня от Баден и чрез женитба графиня на Цолерн (швабска линия), основателка на линията Цолерн-Цолерн.

## Произход
Тя е дъщеря на маркграф Рудолф I фон Баден († 1288) и съпругата му Кунигунда фон Еберщайн († 1290), дъщеря на граф Ото фон Еберщайн († 1278).

## Фамилия
Кунигунда фон Баден се омъжва пр. 20 декември 1281 за граф Фридрих VI фон Цолерн († 1298). Те имат децата:
- Албрехт (fl 1280)
- Кунигунда († 1380/4), абатиса на манастир Лихтентал
- Фридрих VII († 1298), граф на Цолерн, ∞ 1298 графиня Еуфемия фон Хоенберг († 1333)
- Фридрих VIII Остертаг († 1333), граф на Цолерн, ∞ N. N.
- София († сл. 1300), монахиня в манастир Щетен
- Фридрих († 1361)